# Mekarsari (Tukdana)
Mekarsari is een bestuurslaag in het regentschap Indramayu van de provincie West-Java, Indonesië. Mekarsari telt 2222 inwoners (volkstelling 2010).